# 矿洞沟镇
矿洞沟镇，是中华人民共和国辽宁省营口市盖州市下辖的一个乡镇级行政单位。

## 行政区划
矿洞沟镇下辖以下地区：
矿洞沟村、东九池村、宋堡村、蒋屯村、塔寺村、苏堡子村、八家子村、四家子村、薛屯村、偏岭村、太平庄村、钓鱼台村、张家堡村和毛岭村。